# N'oubliez pas les paroles ! : Le tournoi des maestros
N'oubliez pas les paroles ! : Le tournoi des maestros est une déclinaison du jeu télévisé français N'oubliez pas les paroles !, diffusée depuis le 25 mai 2019, sur France 2. Elle est présentée par Nagui et produite par Air Productions.
Elle permet à d'anciens candidats du jeu parmi les plus grands gagnants (appelés maestros, du nom italien maestri traduisible en français par le mot "maîtres"), de revenir le temps de plusieurs soirées et de s'affronter en équipe en récoltant un maximum d'argent pour des associations caritatives.

## Principe et production
Les plus grands « maestros » (anciens candidats) du jeu, forment des équipes et s'affrontent durant plusieurs soirées. Chaque soir, deux équipes se font face, lors de duels individuels. Celle qui l'emporte, joue pour tenter de récolter jusqu'à 100 000 €, reversés à des associations caritatives,,.
Cette déclinaison est, comme l'émission originale, présentée par Nagui et produite par Air Productions.

## Première édition (2019)

### Candidats
Ci-après, les seize candidats de cette édition, répartis en quatre équipes de quatre. Ce sont les seize plus grands maestros du jeu,,.
| Équipe             | Candidat | Classement | Classement | Classement | Statut                      |
| Équipe             | Candidat | Pl.        | V.         | Gains      | Statut                      |
| ------------------ | -------- | ---------- | ---------- | ---------- | --------------------------- |
| Équipe de Kévin    | Kévin    | 1er        | 43         | 410 000 €  | Vainqueurs (le 8 juin 2019) |
| Équipe de Kévin    | Coralie  | 5e         | 52         | 227 000 €  | Vainqueurs (le 8 juin 2019) |
| Équipe de Kévin    | Denis    | 9e         | 19         | 184 000 €  | Vainqueurs (le 8 juin 2019) |
| Équipe de Kévin    | Julien   | 13e        | 20         | 161 000 €  | Vainqueurs (le 8 juin 2019) |
|                    |          |            |            |            |                             |
| Équipe de Renaud   | Renaud   | 2e         | 55         | 391 000 €  | Finalistes (le 8 juin 2019) |
| Équipe de Renaud   | Lucile   | 6e         | 28         | 202 000 €  | Finalistes (le 8 juin 2019) |
| Équipe de Renaud   | Soriana  | 10e        | 22         | 177 000 €  | Finalistes (le 8 juin 2019) |
| Équipe de Renaud   | Laurent  | 14e        | 19         | 159 000 €  | Finalistes (le 8 juin 2019) |
|                    |          |            |            |            |                             |
| Équipe de Violaine | Violaine | 4e         | 25         | 242 000 €  | Éliminés (le 1er juin 2019) |
| Équipe de Violaine | Héloïse  | 8e         | 29         | 185 000 €  | Éliminés (le 1er juin 2019) |
| Équipe de Violaine | Toni     | 12e        | 13         | 162 000 €  | Éliminés (le 1er juin 2019) |
| Équipe de Violaine | Gauthier | 16e        | 20         | 150 000 €  | Éliminés (le 1er juin 2019) |
|                    |          |            |            |            |                             |
| Équipe d'Hervé     | Hervé    | 3e         | 45         | 361 000 €  | Éliminés (le 25 mai 2019)   |
| Équipe d'Hervé     | Franck   | 7e         | 42         | 189 000 €  | Éliminés (le 25 mai 2019)   |
| Équipe d'Hervé     | Aline    | 11e        | 31         | 169 000 €  | Éliminés (le 25 mai 2019)   |
| Équipe d'Hervé     | Élodie   | 15e        | 15         | 155 000 €  | Éliminés (le 25 mai 2019)   |

### Déroulement
| Récapitulatif du tournoi \| \| Demi-finales \| Demi-finales \| Demi-finales \| Demi-finales \| \| \| Finale \| Finale \| Finale \| Finale \| \| \| \| \| \| \| \| \| \| \| \| \| \| \| 25 mai 2019 \| 25 mai 2019 \| 25 mai 2019 \| 25 mai 2019 \| \| \| 8 juin 2019 \| 8 juin 2019 \| 8 juin 2019 \| 8 juin 2019 \| \| \| Équipe d'Hervé \| Équipe d'Hervé \| 343 \| 343 \| \| \| 8 juin 2019 \| 8 juin 2019 \| 8 juin 2019 \| 8 juin 2019 \| \| \| Équipe d'Hervé \| Équipe d'Hervé \| 343 \| 343 \| \| \| 8 juin 2019 \| 8 juin 2019 \| 8 juin 2019 \| 8 juin 2019 \| \| \| Équipe de Kévin \| Équipe de Kévin \| 373 \| 373 \| \| \| 8 juin 2019 \| 8 juin 2019 \| 8 juin 2019 \| 8 juin 2019 \| \| \| Équipe de Kévin \| Équipe de Kévin \| 373 \| 373 \| Équipe de Kévin \| Équipe de Kévin \| 462 \| 462 \| \| \| \| \| 1er juin 2019 \| \| \| \| Équipe de Kévin \| Équipe de Kévin \| 462 \| 462 \| \| \| \| \| \| \| Équipe de Renaud \| Équipe de Renaud \| 420 \| 420 \| \| \| \| \| \| \| Équipe de Violaine \| Équipe de Violaine \| Équipe de Renaud \| Équipe de Renaud \| 420 \| 420 \| 539 \| 539 \| \| \| \| \| Équipe de Violaine \| Équipe de Violaine \| \| \| \| \| \| 539 \| \| \| \| \| Équipe de Renaud \| Équipe de Renaud \| 546 \| 546 \| \| \| \| \| \| \| \| \| Équipe de Renaud \| Équipe de Renaud \| 546 \| 546 \| \| \| \| \| \| \| |                    |                    |                  |                  |                 |                 |             |             |             |             |
| | Demi-finales       | Demi-finales       | Demi-finales     | Demi-finales     |                 |                 | Finale      | Finale      | Finale      | Finale      |
| |                    |                    |                  |                  |                 |                 |             |             |             |             |
| | 25 mai 2019        | 25 mai 2019        | 25 mai 2019      | 25 mai 2019      |                 |                 | 8 juin 2019 | 8 juin 2019 | 8 juin 2019 | 8 juin 2019 |
| | Équipe d'Hervé     | Équipe d'Hervé     | 343              | 343              |                 |                 | 8 juin 2019 | 8 juin 2019 | 8 juin 2019 | 8 juin 2019 |
| | Équipe d'Hervé     | Équipe d'Hervé     | 343              | 343              |                 |                 | 8 juin 2019 | 8 juin 2019 | 8 juin 2019 | 8 juin 2019 |
| | Équipe de Kévin    | Équipe de Kévin    | 373              | 373              |                 |                 | 8 juin 2019 | 8 juin 2019 | 8 juin 2019 | 8 juin 2019 |
| | Équipe de Kévin    | Équipe de Kévin    | 373              | 373              | Équipe de Kévin | Équipe de Kévin | 462         | 462         |             |             |
| | 1er juin 2019      |                    |                  |                  | Équipe de Kévin | Équipe de Kévin | 462         | 462         |             |             |
| |                    |                    | Équipe de Renaud | Équipe de Renaud | 420             | 420             |             |             |             |             |
| | Équipe de Violaine | Équipe de Violaine | Équipe de Renaud | Équipe de Renaud | 420             | 420             | 539         | 539         |             |             |
| | Équipe de Violaine | Équipe de Violaine |                  |                  |                 |                 |             | 539         |             |             |
| | Équipe de Renaud   | Équipe de Renaud   | 546              | 546              |                 |                 |             |             |             |             |
| | Équipe de Renaud   | Équipe de Renaud   | 546              | 546              |                 |                 |             |             |             |             |

#### 1reémission: l'équipe d'Hervé affronte celle de Kévin, des fonds pour le Secours populaire
Cette émission est diffusée le 25 mai 2019.
Elle s'ouvre sur la composition des quatre équipes. Les quatre premiers au classement général, à savoir : Kévin, Renaud, Violaine et Hervé en sont les chefs d'équipe. Un tirage au sort permet ensuite de répartir les douze candidats restants. Ainsi, Kévin se retrouve avec Coralie, Denis et Julien ; Renaud avec Lucile, Soriana et Laurent ; Hervé avec Franck, Aline et Élodie ; enfin, Violaine est épaulée par Héloïse, Toni et Gauthier.
Pour cette émission, ce sont les équipes d'Hervé et de Kévin qui s'affrontent. Au terme des trois matchs, elles ont respectivement cumulé 343 et 373 points. Cela a ainsi permis à l'équipe de Kévin de chanter Le mendiant de l'amour d'Enrico Macias en finale et remporter la somme maximale, soit 100 000 €, pour le Secours populaire,,.

#### 2eémission: l'équipe de Violaine affronte celle de Renaud, des fonds pour la Fondation pour la recherche médicale
Cette émission est diffusée le 1er juin 2019.
Pour cette émission, ce sont les équipes de Violaine et de Renaud qui s'affrontent. Au terme des trois matchs, elles ont respectivement cumulé 539 et 546 points. Cela a ainsi permis à l'équipe de Renaud de chanter Viens on s'aime de Slimane en finale et remporter la somme maximale, soit 100 000 €, pour la Fondation pour la recherche médicale,,.

#### 3eémission(finale): l'équipe de Kévin affronte celle de Renaud, des fonds pour l'UNICEF
Cette émission est diffusée le 8 juin 2019.
Pour cette émission, ce sont les équipes victorieuses des demi-finales, à savoir celles de Kévin et de Renaud, qui s'affrontent. Au terme des trois matchs, elles ont respectivement cumulé 462 et 420 points. Cela a ainsi permis à l'équipe de Kévin de chanter en finale et remporter la somme maximale, soit 100 000 €, pour l'UNICEF. Kévin, Coralie, Julien et Denis sont ainsi les gagnants du premier tournoi des maestros. Ils remportent un voyage à l'Île Maurice,,.

## Deuxième édition (2020)

### Candidats
Ci-après, les dix-huit candidats de cette édition, répartis en six équipes de trois,,. Ce sont les dix-huit plus grands maestros du jeu, exceptés Kévin (2e), retenu aux États-Unis en raison de la pandémie de Covid-19 et Aline (16e) :
| Équipe             | Candidat | Classement | Classement | Classement | Statut                       |
| Équipe             | Candidat | Pl.        | V.         | Gains      | Statut                       |
| ------------------ | -------- | ---------- | ---------- | ---------- | ---------------------------- |
| Équipe de Violaine | Violaine | 6e         | 25         | 242 000 €  | Vainqueurs (le 20 juin 2020) |
| Équipe de Violaine | Arsène   | 9e         | 16         | 212 000 €  | Vainqueurs (le 20 juin 2020) |
| Équipe de Violaine | Julien   | 18e        | 20         | 161 000 €  | Vainqueurs (le 20 juin 2020) |
|                    |          |            |            |            |                              |
| Équipe d'Hervé     | Hervé    | 4e         | 45         | 361 000 €  | Finalistes (le 20 juin 2020) |
| Équipe d'Hervé     | Micka    | 8e         | 26         | 213 000 €  | Finalistes (le 20 juin 2020) |
| Équipe d'Hervé     | Toni     | 17e        | 13         | 162 000 €  | Finalistes (le 20 juin 2020) |
|                    |          |            |            |            |                              |
| Équipe de Margaux  | Margaux  | 1re        | 59         | 530 000 €  | Finalistes (le 20 juin 2020) |
| Équipe de Margaux  | Franck   | 11e        | 42         | 189 000 €  | Finalistes (le 20 juin 2020) |
| Équipe de Margaux  | Élodie   | 20e        | 15         | 155 000 €  | Finalistes (le 20 juin 2020) |
|                    |          |            |            |            |                              |
| Équipe de Maureen  | Maureen  | 5e         | 33         | 274 000 €  | Éliminés (le 13 juin 2020)   |
| Équipe de Maureen  | Lucile   | 10e        | 28         | 202 000 €  | Éliminés (le 13 juin 2020)   |
| Équipe de Maureen  | Laurent  | 19e        | 19         | 159 000 €  | Éliminés (le 13 juin 2020)   |
|                    |          |            |            |            |                              |
| Équipe de Coralie  | Coralie  | 7e         | 52         | 227 000 €  | Éliminés (le 6 juin 2020)    |
| Équipe de Coralie  | Denis    | 13e        | 19         | 184 000 €  | Éliminés (le 6 juin 2020)    |
| Équipe de Coralie  | Mickaël  | 14e        | 35         | 177 000 €  | Éliminés (le 6 juin 2020)    |
|                    |          |            |            |            |                              |
| Équipe de Renaud   | Renaud   | 3e         | 55         | 391 000 €  | Éliminés (le 30 mai 2020)    |
| Équipe de Renaud   | Héloïse  | 12e        | 29         | 185 000 €  | Éliminés (le 30 mai 2020)    |
| Équipe de Renaud   | Soriana  | 14e        | 22         | 177 000 €  | Éliminés (le 30 mai 2020)    |

### Déroulement

#### 1reémission: l'équipe d'Hervé affronte celle de Renaud, des fonds pour l'AP-HP
Cette émission est diffusée le 30 mai 2020.
Elle s'ouvre sur la composition des six équipes. Les six premiers au classement général pouvant être présents, à savoir : Margaux, Renaud, Hervé, Maureen, Violaine et Coralie en sont les chefs d'équipe. Un tirage au sort permet ensuite de répartir les douze candidats restants. Ainsi, Margaux se retrouve avec Franck et Élodie ; Maureen avec Laurent et Lucile ; Violaine avec Arsène et Julien ; Coralie est épaulée par Mickaël et Denis ; Renaud par Héloïse et Soriana ; enfin, Hervé par Micka et Toni,.
Pour cette émission, ce sont les équipes d'Hervé et de Renaud qui s'affrontent. Au terme des trois matchs, elles ont respectivement cumulé 517 et 453 points. Cela a ainsi permis à l'équipe d'Hervé de chanter en finale Je ne sais pas de Joyce Jonathan et remporter la somme maximale, soit 100 000 €, pour l'Assistance publique - Hôpitaux de Paris,.

#### 2eémission: l'équipe de Margaux affronte celle de Coralie, des fonds pour Un pas vers la vie
Cette émission est diffusée le 6 juin 2020.
Pour cette émission, ce sont les équipes de Margaux et de Coralie qui s'affrontent. Au terme des trois matchs, elles ont respectivement cumulé 180 et 42 points. Cela a ainsi permis à l'équipe de Margaux de chanter en finale et remporter la somme maximale, soit 100 000 €, pour l'association Un pas vers la vie, qui aide les personnes autistes,,.

#### 3eémission: l'équipe de Maureen affronte celle de Violaine, des fonds pour l'Institut du Cerveau
Cette émission est diffusée le 13 juin 2020.
Pour cette émission, ce sont les équipes de Maureen et de Violaine qui s'affrontent. Au terme des trois matchs, elles ont respectivement cumulé 207 et 394 points. Cela a ainsi permis à l'équipe de Violaine de chanter en finale et remporter la somme maximale, soit 100 000 €, pour l'Institut du Cerveau,.

#### 4eémission(finale): les équipes d'Hervé, de Margaux et de Violaine s'affrontent, des fonds pour la FRM
Cette émission est diffusée le 20 juin 2020.
Pour cette émission, ce sont les équipes victorieuses des matchs précédents, à savoir celles d'Hervé, de Margaux et de Violaine qui s'affrontent. L'équipe de Margaux est éliminée dès la première épreuve. Celles de Violaine et Hervé s'affrontent ensuite au cours de trois matchs, et cumulent respectivement 348 et 338 points à la fin. Cela a ainsi permis à l'équipe de Violaine de chanter Encore et encore de Francis Cabrel et remporter la somme maximale, soit 100 000 €, pour la Fondation pour la recherche médicale. Violaine, Arsène et Julien sont ainsi les gagnants du deuxième tournoi des maestros. Ils remportent un voyage au soleil,,.

## Troisième édition (2021)

### Candidats
Ci-après, les dix-huit candidats de cette édition, répartis en six équipes de trois. Ce sont les dix-huit plus grands maestros du jeu,,,.
| Équipe             | Candidat   | Classement | Classement | Classement | Statut                      |
| Équipe             | Candidat   | Pl.        | V.         | Gains      | Statut                      |
| ------------------ | ---------- | ---------- | ---------- | ---------- | --------------------------- |
| Équipe d'Hervé     | Hervé      | 5e         | 45         | 361 000 €  | Vainqueurs (le 15 mai 2021) |
| Équipe d'Hervé     | Maureen    | 7e         | 33         | 274 000 €  | Vainqueurs (le 15 mai 2021) |
| Équipe d'Hervé     | Mickaël    | 18e        | 35         | 177 000 €  | Vainqueurs (le 15 mai 2021) |
|                    |            |            |            |            |                             |
| Équipe de Jennifer | Jennifer   | 4e         | 64         | 388 000 €  | Finalistes (le 15 mai 2021) |
| Équipe de Jennifer | Arsène     | 12e        | 16         | 212 000 €  | Finalistes (le 15 mai 2021) |
| Équipe de Jennifer | Lucile     | 14e        | 28         | 202 000 €  | Finalistes (le 15 mai 2021) |
|                    |            |            |            |            |                             |
| Équipe de Jérémy   | Jérémy     | 6e         | 29         | 297 000 €  | Finalistes (le 15 mai 2021) |
| Équipe de Jérémy   | Micka      | 11e        | 26         | 213 000 €  | Finalistes (le 15 mai 2021) |
| Équipe de Jérémy   | Héloïse    | 16e        | 29         | 185 000 €  | Finalistes (le 15 mai 2021) |
|                    |            |            |            |            |                             |
| Équipe de Kévin    | Kévin      | 2e         | 43         | 410 000 €  | Éliminés (le 8 mai 2021)    |
| Équipe de Kévin    | Violaine   | 8e         | 25         | 242 000 €  | Éliminés (le 8 mai 2021)    |
| Équipe de Kévin    | Valérie    | 13e        | 37         | 203 000 €  | Éliminés (le 8 mai 2021)    |
|                    |            |            |            |            |                             |
| Équipe de Renaud   | Renaud     | 3e         | 55         | 391 000 €  | Éliminés (le 1er mai 2021)  |
| Équipe de Renaud   | Coralie    | 9e         | 52         | 227 000 €  | Éliminés (le 1er mai 2021)  |
| Équipe de Renaud   | Franck     | 15e        | 42         | 189 000 €  | Éliminés (le 1er mai 2021)  |
|                    |            |            |            |            |                             |
| Équipe de Margaux  | Margaux    | 1re        | 59         | 530 000 €  | Éliminés (le 24 avril 2021) |
| Équipe de Margaux  | Alessandra | 10e        | 16         | 220 000 €  | Éliminés (le 24 avril 2021) |
| Équipe de Margaux  | Denis      | 17e        | 19         | 184 000 €  | Éliminés (le 24 avril 2021) |

### Déroulement

#### 1reémission: l'équipe de Margaux affronte celle de Jérémy, des fonds pour la FRM
Cette émission est diffusée le 24 avril 2021.
Elle s'ouvre sur la composition des six équipes. Les six premiers au classement général, à savoir : Margaux, Kévin, Renaud, Jennifer, Hervé et Jérémy en sont les chefs d'équipe. Un tirage au sort permet ensuite de répartir les douze candidats restants. Ainsi, Margaux se retrouve avec Alessandra et Denis ; Kévin avec Violaine et Valérie ; Renaud avec Coralie et Franck ; Jennifer est épaulée par Arsène et Lucile ; Hervé par Maureen et Mickaël ; enfin, Jérémy par Micka et Héloïse.
Pour cette émission, ce sont les équipes de Margaux et de Jérémy qui s'affrontent. Au terme des trois matchs, elles ont respectivement cumulé 445 et 510 points. Cela a ainsi permis à l'équipe de Jérémy de se qualifier pour la finale, puis chanter Ballade de Jim d'Alain Souchon et remporter la somme maximale, soit 100 000 €, pour la Fondation pour la recherche médicale,,.

#### 2eémission: l'équipe de Renaud affronte celle de Jennifer, des fonds pour la Ligue contre le cancer
Cette émission est diffusée le 1er mai 2021.
Pour cette émission, ce sont les équipes de Renaud et de Jennifer qui s'affrontent. Au terme des trois matchs, elles ont respectivement cumulé 634 et 795 points. Cela a ainsi permis à l'équipe de Jennifer de se qualifier pour la finale, puis chanter L'Hymne de nos campagnes de Tryo et remporter la somme maximale, soit 100 000 €, pour la Ligue contre le cancer,,.

#### 3eémission: l'équipe de Kévin affronte celle d'Hervé, des fonds pour l'association Laurette Fugain
Cette émission est diffusée le 8 mai 2021.
Pour cette émission, ce sont les équipes de Kévin et d'Hervé qui s'affrontent. Au terme des trois matchs, elles ont respectivement cumulé 577 et 622 points. Cela a ainsi permis à l'équipe d'Hervé de se qualifier pour la finale, puis chanter L'Aziza de Daniel Balavoine et remporter la somme maximale, soit 100 000 €, pour l'association Laurette Fugain,.

#### 4eémission(finale): les équipes de Jérémy, de Jennifer et d'Hervé s'affrontent, des fonds pour l'association Petits Princes
Cette émission est diffusée le 15 mai 2021.
Pour cette émission, ce sont les équipes victorieuses des matchs précédents, à savoir celles de Jérémy, de Jennifer et d'Hervé qui s'affrontent. L'équipe de Jérémy est éliminée dès la première épreuve, qui consistait à chanter le plus de mots possible de C'est bientôt la fin de Mozart, l'opéra rock. Celles de Jennifer et d'Hervé s'affrontent ensuite au cours de trois matchs, et ont respectivement cumulé 321 et 674 points. Cela a ainsi permis à l'équipe d'Hervé de chanter Les Lacs du Connemara de Michel Sardou et remporter la somme maximale, soit 100 000 €, pour l'association Petits Princes. Hervé, Maureen et Mickaël sont ainsi les gagnants du troisième tournoi des maestros. Ils remportent un voyage en Martinique,,,.

## Quatrième édition (2022)

### Candidats
Ci-après, les dix-huit candidats de cette édition, répartis en six équipes de trois. Ce sont les dix-huit plus grands maestros du jeu, exceptés Coralie (12e) et Héloïse (19e):
| Équipe             | Candidat   | Classement | Classement | Classement | Statut                        |
| Équipe             | Candidat   | Pl.        | V.         | Gains      | Statut                        |
| ------------------ | ---------- | ---------- | ---------- | ---------- | ----------------------------- |
| Équipe d'Hervé     | Hervé      | 6e         | 45         | 361 000 €  | Vainqueurs (le 30 avril 2022) |
| Équipe d'Hervé     | Geoffrey   | 11e        | 40         | 234 000 €  | Vainqueurs (le 30 avril 2022) |
| Équipe d'Hervé     | Lucile     | 17e        | 28         | 202 000 €  | Vainqueurs (le 30 avril 2022) |
| Équipe d'Hervé     |            |            |            |            |                               |
| Équipe de Caroline | Caroline   | 2e         | 56         | 416 000 €  | Finalistes (le 30 avril 2022) |
| Équipe de Caroline | Jérémy     | 7e         | 29         | 297 000 €  | Finalistes (le 30 avril 2022) |
| Équipe de Caroline | Valérie    | 16e        | 37         | 203 000 €  | Finalistes (le 30 avril 2022) |
| Équipe de Caroline |            |            |            |            |                               |
| Équipe de Renaud   | Renaud     | 4e         | 55         | 391 000 €  | Finalistes (le 30 avril 2022) |
| Équipe de Renaud   | Manon      | 9e         | 40         | 270 000 €  | Finalistes (le 30 avril 2022) |
| Équipe de Renaud   | Arsène     | 15e        | 16         | 212 000 €  | Finalistes (le 30 avril 2022) |
| Équipe de Renaud   |            |            |            |            |                               |
| Équipe de Jennifer | Jennifer   | 5e         | 64         | 388 000 €  | Éliminés (le 23 avril 2022)   |
| Équipe de Jennifer | Violaine   | 10e        | 25         | 242 000 €  | Éliminés (le 23 avril 2022)   |
| Équipe de Jennifer | Denis      | 20e        | 19         | 184 000 €  | Éliminés (le 23 avril 2022)   |
| Équipe de Jennifer |            |            |            |            |                               |
| Équipe de Kevin    | Kevin      | 3e         | 43         | 410 000 €  | Éliminés (le 16 avril 2022)   |
| Équipe de Kevin    | Alessandra | 13e        | 16         | 220 000 €  | Éliminés (le 16 avril 2022)   |
| Équipe de Kevin    | Micka      | 14e        | 26         | 213 000 €  | Éliminés (le 16 avril 2022)   |
| Équipe de Kevin    |            |            |            |            |                               |
| Équipe de Margaux  | Margaux    | 1re        | 59         | 530 000 €  | Éliminés (le 9 avril 2022)    |
| Équipe de Margaux  | Maureen    | 8e         | 33         | 274 000 €  | Éliminés (le 9 avril 2022)    |
| Équipe de Margaux  | Franck     | 18e        | 42         | 189 000 €  | Éliminés (le 9 avril 2022)    |

### Déroulement

#### 1reémission: l'équipe de Margaux affronte celle d'Hervé, des fonds pour la Croix-Rouge française
Cette émission est diffusée le 9 avril 2022.
Elle s'ouvre sur la composition des six équipes. Les six premiers au classement général, à savoir : Margaux, Caroline, Kévin, Renaud, Jennifer et Hervé en sont les chefs d'équipe. Un tirage au sort permet ensuite de répartir les douze candidats restants. Ainsi, Margaux se retrouve avec Maureen et Franck ; Caroline avec Jérémy et Valérie ; Kévin avec Alessandra et Micka ; Renaud avec Manon et Arsène ; Jennifer est épaulée par Violaine et Denis ; enfin, Hervé par Geoffrey et Lucile.
Pour cette émission, ce sont les équipes de Margaux et d'Hervé qui s'affrontent. Au terme des trois matchs, elles ont respectivement cumulé 350 et 520 points. Cela a ainsi permis à l'équipe d'Hervé de se qualifier pour la finale, puis chanter L'Instant X de Mylène Farmer et remporter la somme maximale, soit 100 000 €, pour la Croix-Rouge française.

#### 2eémission: l'équipe de Kévin affronte celle de Renaud, des fonds pour Handicap International
Cette émission est diffusée le 16 avril 2022.
Pour cette émission, ce sont les équipes de Kevin et de Renaud qui s'affrontent. Au terme des trois matchs, elles ont respectivement cumulé 711 et 724 points. Cela a ainsi permis à l'équipe de Renaud de se qualifier pour la finale, puis chanter J'traîne des pieds d'Olivia Ruiz et remporter la somme maximale, soit 100 000 €, pour Handicap International.

#### 3eémission: l'équipe de Caroline affronte celle de Jennifer, des fonds pour Recherche sur Alzheimer
Cette émission est diffusée le 23 avril 2022.
Pour cette émission, ce sont les équipes de Caroline et de Jennifer qui s'affrontent. Au terme des trois matchs, elles ont respectivement cumulé 497 et 494 points. Cela a ainsi permis à l'équipe de Caroline de se qualifier pour la finale, puis chanter Tout de Lara Fabian et remporter la somme maximale, soit 100 000 €, pour Recherche sur Alzheimer.

#### 4eémission: les équipes d'Hervé, de Renaud et de Caroline s'affrontent, des fonds pour Le Rire médecin
Cette émission est diffusée le 30 avril 2022.
Pour cette émission, ce sont les équipes victorieuses des matchs précédents, à savoir celles d'Hervé, de Renaud et de Caroline qui s'affrontent. L'équipe de Renaud est éliminée dès la première épreuve, qui consistait à chanter le plus de mots possible de Clown de Soprano. Celles de Caroline et d'Hervé s'affrontent ensuite au cours de trois matchs et ont respectivement cumulé 670 et 721 points. Cela a ainsi permis à l'équipe d'Hervé de chanter Ça plane pour moi de Plastic Bertrand et remporter la somme maximale, soit 100 000 €, pour l'association Le Rire médecin. Hervé, Geoffrey et Lucile sont ainsi les gagnants du quatrième tournoi des maestros.

## Cinquième édition (2023)

### Candidats
Ci-après, les dix-huit candidats de cette édition, répartis en six équipes de trois. Ce sont les dix-huit plus grands maestros du jeu, exceptés Kevin (3), Coralie (18) et Alessandra (19).
| Équipe             | Candidat  | Classement | Classement | Classement | Statut                        |
| Équipe             | Candidat  | Pl.        | V.         | Gains      | Statut                        |
| ------------------ | --------- | ---------- | ---------- | ---------- | ----------------------------- |
| Équipe de Margaux  | Margaux   | 1re        | 59         | 530 000 €  | Vainqueurs (le 28 avril 2023) |
| Équipe de Margaux  | Louis     | 8e         | 65         | 358 000 €  | Vainqueurs (le 28 avril 2023) |
| Équipe de Margaux  | Violaine  | 16e        | 25         | 242 000 €  | Vainqueurs (le 28 avril 2023) |
| Équipe de Margaux  |           |            |            |            |                               |
| Équipe de Renaud   | Renaud    | 5e         | 55         | 391 000 €  | Finalistes (le 28 avril 2023) |
| Équipe de Renaud   | Jérémy    | 11e        | 29         | 297 000 €  | Finalistes (le 28 avril 2023) |
| Équipe de Renaud   | Manon     | 14e        | 40         | 270 000 €  | Finalistes (le 28 avril 2023) |
| Équipe de Renaud   |           |            |            |            |                               |
| Équipe de Caroline | Caroline  | 2e         | 56         | 416 000 €  | Finalistes (le 28 avril 2023) |
| Équipe de Caroline | Caroline  | 12e        | 52         | 274 000 €  | Finalistes (le 28 avril 2023) |
| Équipe de Caroline | Arsène    | 21e        | 16         | 212 000 €  | Finalistes (le 28 avril 2023) |
| Équipe de Caroline |           |            |            |            |                               |
| Équipe de Jennifer | Jennifer  | 6e         | 64         | 388 000 €  | Éliminés (le 21 avril 2023)   |
| Équipe de Jennifer | Charlotte | 9e         | 59         | 366 000 €  | Éliminés (le 21 avril 2023)   |
| Équipe de Jennifer | Geoffrey  | 17e        | 40         | 234 000 €  | Éliminés (le 21 avril 2023)   |
| Équipe de Jennifer |           |            |            |            |                               |
| Équipe d'Hervé     | Hervé     | 7e         | 45         | 361 000 €  | Éliminés (le 14 avril 2023)   |
| Équipe d'Hervé     | Maureen   | 13e        | 33         | 274 000 €  | Éliminés (le 14 avril 2023)   |
| Équipe d'Hervé     | Natasha   | 15e        | 34         | 264 000 €  | Éliminés (le 14 avril 2023)   |
| Équipe d'Hervé     |           |            |            |            |                               |
| Équipe de Manon    | Manon     | 4e         | 48         | 392 000 €  | Éliminés (le 7 avril 2023)    |
| Équipe de Manon    | Kristofer | 10e        | 39         | 309 000 €  | Éliminés (le 7 avril 2023)    |
| Équipe de Manon    | Micka     | 20e        | 26         | 213 000 €  | Éliminés (le 7 avril 2023)    |

### Déroulement

#### 1reémission: l'équipe de Manon affronte celle de Renaud, des fonds pour Enfance majuscule
Cette émission est diffusée le 7 avril 2023.
Elle s'ouvre sur la composition des six équipes. Les six premiers au classement général, à savoir : Margaux, Caroline, Manon, Renaud, Jennifer et Hervé en sont les chefs d'équipe. Un tirage au sort permet ensuite de répartir les douze candidats restants. Ainsi, Margaux se retrouve avec Louis et Violaine ; Caroline avec Caroline et Arsène ; Manon avec Kristofer et Micka ; Renaud avec Jérémy et Manon ; Jennifer est épaulée par Charlotte et Geoffrey ; enfin, Hervé par Maureen et Natasha.
Pour cette émission, ce sont les équipes de Renaud et de Manon qui s'affrontent. Au terme des trois matchs, elles ont respectivement cumulé 460 et 659 points. Cela a ainsi permis à l'équipe de Renaud de se qualifier pour la finale, puis chanter Le lundi au soleil de Claude François et remporter la somme maximale, soit 100 000 €, pour Enfance majuscule.

#### 2eémission: l'équipe de Caroline affronte celle d'Hervé, des fonds pour l'ARSLA
Cette émission est diffusée le 14 avril 2023.
Pour cette émission, ce sont les équipes de Caroline et de Hervé qui s'affrontent. Au terme des trois matchs, elles ont respectivement cumulé 599 et 438 points. Cela a ainsi permis à l'équipe de Caroline de se qualifier pour la finale, puis chanter Itsy Bitsy Petit Bikini de Dalida et remporter la somme maximale, soit 100 000 €, pour l'ARSLA (Recherche sur la maladie de Charcot).

#### 3eémission: l'équipe de Margaux affronte celle de Jennifer, des fonds pour Mécénat Chirurgie Cardiaque
Cette émission est diffusée le 21 avril 2023.
Pour cette émission, ce sont les équipes de Margaux et de Jennifer qui s'affrontent. Au terme des trois matchs, elles ont respectivement cumulé 566 et 496 points. Cela a ainsi permis à l'équipe de Margaux, puis chanter On va s'aimer de Gilbert Montagné et remporter la somme maximale, soit 100 000 €, pour l'association Mécénat Chirurgie Cardiaque.

#### 4eémission: les équipes de Renaud, de Caroline et de Margaux s'affrontent, des fonds pour la Fondation Abbé Pierre
Cette émission est diffusée le 28 avril 2023.
Pour cette émission, ce sont les équipes victorieuses des matchs précédents, à savoir celles de Renaud, de Caroline et de Margaux qui s'affrontent. L'équipe de Caroline est éliminée dès la première épreuve, qui consistait à chanter le plus de mots possible de Lalalove you du groupe BB Brunes. Celles de Margaux et de Renaud s'affrontent ensuite au cours de trois matchs en y cumulant respectivement des points[Combien ?]. Cela a ainsi permis à l'équipe de Margaux de chanter Les Rois du monde de la comédie musicale Roméo et Juliette et remporter la somme maximale, soit 100 000 €, pour la Fondation Abbé Pierre. Margaux, Louis et Violaine sont ainsi les gagnants du cinquième tournoi des maestros.

## Sixième édition (2024)

### Candidats
Ci-après, les seize candidats de cette édition, répartis en quatre équipes de quatre. Ce sont les seize plus grands maestros du jeu, exceptés Kévin (4), Hervé (9), Caroline (13), Violaine (18), Geoffrey (19) et Coralie (20):
| Équipe             | Candidat   | Classement | Classement | Classement | Statut                        |
| Équipe             | Candidat   | Pl.        | V.         | Gains      | Statut                        |
| ------------------ | ---------- | ---------- | ---------- | ---------- | ----------------------------- |
| Équipe de Margaux  | Margaux    | 1re        | 59         | 530 000 €  | Vainqueurs (le 13 avril 2024) |
| Équipe de Margaux  | Charlotte  | 8e         | 59         | 366 000 €  | Vainqueurs (le 13 avril 2024) |
| Équipe de Margaux  | Kristofer  | 11e        | 39         | 309 000 €  | Vainqueurs (le 13 avril 2024) |
| Équipe de Margaux  | Morgiane   | 21e        | 32         | 221 000 €  | Vainqueurs (le 13 avril 2024) |
|                    |            |            |            |            |                               |
| Équipe de Laurens  | Laurens    | 2e         | 58         | 457 000 €  | Finalistes (le 13 avril 2024) |
| Équipe de Laurens  | Jennifer   | 7e         | 64         | 388 000 €  | Finalistes (le 13 avril 2024) |
| Équipe de Laurens  | Jérémy     | 12e        | 29         | 297 000 €  | Finalistes (le 13 avril 2024) |
| Équipe de Laurens  | Alessandra | 22e        | 16         | 220 000 €  | Finalistes (le 13 avril 2024) |
|                    |            |            |            |            |                               |
| Équipe de Caroline | Caroline   | 3e         | 56         | 416 000 €  | Éliminés (le 30 mars 2024)    |
| Équipe de Caroline | Louis      | 10e        | 65         | 358 000 €  | Éliminés (le 30 mars 2024)    |
| Équipe de Caroline | Manon      | 15e        | 40         | 270 000 €  | Éliminés (le 30 mars 2024)    |
| Équipe de Caroline | Étienne    | 16e        | 27         | 266 000 €  | Éliminés (le 30 mars 2024)    |
|                    |            |            |            |            |                               |
| Équipe de Manon    | Manon      | 5e         | 48         | 392 000 €  | Éliminés (le 6 avril 2024)    |
| Équipe de Manon    | Renaud     | 6e         | 55         | 391 000 €  | Éliminés (le 6 avril 2024)    |
| Équipe de Manon    | Maureen    | 14e        | 33         | 274 000 €  | Éliminés (le 6 avril 2024)    |
| Équipe de Manon    | Natasha    | 17e        | 34         | 264 000 €  | Éliminés (le 6 avril 2024)    |

### Déroulement

#### 1reémission: l'équipe de Laurens affronte celle de Caroline, des fonds pour le Secours Populaire
Cette émission est diffusée le 30 mars 2024.
Elle s'ouvre sur la composition des quatre équipes. Les quatre premiers au classement général, à savoir : Margaux, Laurens, Caroline et Manon en sont les chefs d'équipe. Un tirage au sort permet ensuite de répartir les douze candidats restants. Ainsi, Margaux se retrouve avec Charlotte, Kristofer et Morgiane ; Laurens avec Jennifer, Jérémy et Alessandra ; Caroline avec Louis, Manon et Étienne ; enfin, Manon est épaulée par Renaud, Maureen et Natasha.
Pour cette émission, ce sont les équipes de Laurens et de Caroline qui s'affrontent. Au terme des quatre matchs, elles ont respectivement cumulé 751 et 695 points. Cela a ainsi permis à l'équipe de Laurens de se qualifier pour la finale, puis chanter Mon amant de Saint Jean de Patrick Bruel et remporter la somme maximale, soit 100 000 €, pour le Secours populaire français.

#### 2eémission: l'équipe de Margaux affronte celle de Manon, des fonds pour l'Association Petits Princes
Cette émission est diffusée le 6 avril 2024.
Pour cette émission, ce sont les équipes de Margaux et de Manon qui s'affrontent. Au terme des quatre matchs, elles ont respectivement cumulé 582 et 579 points. Cela a ainsi permis à l'équipe de Margaux de se qualifier pour la finale, puis chanter Quand on arrive en ville de la comédie musicale Starmania et remporter la somme maximale, soit 100 000 €, pour l'Association Petits Princes.

#### 3eémission: l'équipe de Laurens affronte celle de Margaux, des fonds pour Fondation Recherche Alzheimer
Cette émission est diffusée le 13 avril 2024.
Pour cette émission, ce sont les équipes de Laurens et de Margaux qui s'affrontent. Au terme des quatre matchs, elles ont respectivement cumulé 400 et 600 points (avant la dernière même chanson, que l'équipe de Laurens n'a pas eu l'occasion de chanter). Cela a ainsi permis à l'équipe de Margaux de chanter en finale Ça (c'est vraiment toi) du groupe Téléphone et remporter la somme maximale, soit 100 000 €, pour Fondation recherche Alzheimer. Margaux, Charlotte, Kristofer et Morgiane sont ainsi les gagnants de cette édition. Ils remportent un voyage au Maroc.

## Audiences et diffusion
La première édition est programmée en prime-time du 25 mai au 8 juin 2019.
La deuxième édition, initialement programmée à partir du 28 mars 2020, a dû être reportée en raison de la pandémie de Covid-19 et l'impossibilité d'enregistrer les émissions. Finalement, elle a pu être tournée, sans public et dans le respect des gestes barrières, pour une diffusion en prime-time du 30 mai au 20 juin 2020,.
La troisième édition est programmée en prime-time, du 24 avril au 15 mai 2021.
La quatrième édition est programmée en prime-time, du 9 avril au 30 avril 2022.
La cinquième édition est programmée en prime-time, du 7 avril au 28 avril 2023.
La sixième édition est programmée en prime-time, du 30 mars au 13 avril 2024.
| Émission                 | Jour et horaire de diffusion         | Nombre de téléspectateurs | Part de marché  | Part de marché | Classement des audiences | Réf.   |
| Émission                 | Jour et horaire de diffusion         | Nombre de téléspectateurs | (4 ans et plus) | (FRDA-50)      | Classement des audiences | Réf.   |
| ------------------------ | ------------------------------------ | ------------------------- | --------------- | -------------- | ------------------------ | ------ |
| 1                        | Samedi 25 mai 2019 (21:05 - 23:20)   | 2 678 000                 | 14,8 %          | Non connu.     | 3e                       | [ 56 ] |
| 2                        | Samedi 1er juin 2019 (21:05 - 23:20) | 2 137 000                 | 12,7 %          | Non connu.     | 3e                       | [ 57 ] |
| 3 (finale)               | Samedi 8 juin 2019 (21:05 - 23:20)   | 2 521 000                 | 14,4 %          | 15,4 %         | 3e                       | [ 58 ] |
|                          |                                      |                           |                 |                |                          |        |
| Bilan de la saison à J+7 | Bilan de la saison à J+7             | 2 670 000                 | 14,2 %          | 14,1 %         | –                        | [ 55 ] |

| Émission   | Jour et horaire de diffusion        | Nombre de téléspectateurs | Part de marché  | Part de marché | Classement des audiences | Réf.   |
| Émission   | Jour et horaire de diffusion        | Nombre de téléspectateurs | (4 ans et plus) | (FRDA-50)      | Classement des audiences | Réf.   |
| ---------- | ----------------------------------- | ------------------------- | --------------- | -------------- | ------------------------ | ------ |
| 1          | Samedi 30 mai 2020 (21:05 - 23:00)  | 2 837 000                 | 13,9 %          | 16,7 %         | 3e                       | [ 4 ]  |
| 2          | Samedi 6 juin 2020 (21:05 - 23:00)  | 2 811 000                 | 13,4 %          | 14,4 %         | 3e                       | [ 59 ] |
| 3          | Samedi 13 juin 2020 (21:05 - 23:00) | 2 666 000                 | 12,6 %          | 13,7 %         | 3e                       | [ 60 ] |
| 4 (finale) | Samedi 20 juin 2020 (21:05 - 23:00) | 2 926 000                 | 15,1 %          | 16,4 %         | 3e                       | [ 61 ] |

| Émission           | Jour et horaire de diffusion         | Nombre de téléspectateurs | Part de marché  | Part de marché | Classement des audiences | Réf.   |
| Émission           | Jour et horaire de diffusion         | Nombre de téléspectateurs | (4 ans et plus) | (FRDA-50)      | Classement des audiences | Réf.   |
| ------------------ | ------------------------------------ | ------------------------- | --------------- | -------------- | ------------------------ | ------ |
| 1                  | Samedi 24 avril 2021 (21:05 - 23:20) | 2 822 000                 | 13,3 %          | 14,7 %         | 3e                       | [ 62 ] |
| 2                  | Samedi 1er mai 2021 (21:05 - 23:20)  | 2 677 000                 | 11,6 %          | 15,9 %         | 3e                       | [ 63 ] |
| 3                  | Samedi 8 mai 2021 (21:05 - 23:00)    | 2 418 000                 | 11,6 %          | 14,4 %         | 3e                       | [ 64 ] |
| 4 (finale)         | Samedi 15 mai 2021 (21:05 - 23:00)   | 2 507 000                 | 11,3 %          | 13,9 %         | 3e                       | [ 65 ] |
|                    |                                      |                           |                 |                |                          |        |
| Bilan de la saison | Bilan de la saison                   | 2 610 000                 | 11,9 %          | 14,7 %         | –                        | [ 43 ] |

| Émission   | Jour et horaire de diffusion         | Nombre de téléspectateurs | Part de marché  | Part de marché | Classement des audiences | Réf.   |
| Émission   | Jour et horaire de diffusion         | Nombre de téléspectateurs | (4 ans et plus) | (FRDA-50)      | Classement des audiences | Réf.   |
| ---------- | ------------------------------------ | ------------------------- | --------------- | -------------- | ------------------------ | ------ |
| 1          | Samedi 9 avril 2022 (21:05 - 23:20)  | 1 972 000                 | 10,4 %          | Non connu.     | 3e                       | [ 66 ] |
| 2          | Samedi 16 avril 2022 (21:05 - 23:20) | 1 926 000                 | 10,6 %          | Non connu.     | 3e                       | [ 67 ] |
| 3          | Samedi 23 avril 2022 (21:05 - 23:20) | 2 142 000                 | 11,2 %          | Non connu.     | 3e                       | [ 68 ] |
| 4 (finale) | Samedi 30 avril 2022 (21:05 - 23:20) | 1 825 000                 | 10,6 %          | Non connu.     | 3e                       | [ 69 ] |

| Émission   | Jour et horaire de diffusion           | Nombre de téléspectateurs | Part de marché  | Part de marché | Classement des audiences | Réf.   |
| Émission   | Jour et horaire de diffusion           | Nombre de téléspectateurs | (4 ans et plus) | (FRDA-50)      | Classement des audiences | Réf.   |
| ---------- | -------------------------------------- | ------------------------- | --------------- | -------------- | ------------------------ | ------ |
| 1          | Vendredi 7 avril 2023 (21:05 - 23:20)  | 1 986 000                 | 10,7 %          | Non connu.     | 4e                       | [ 70 ] |
| 2          | Vendredi 14 avril 2023 (21:05 - 23:20) | 1 782 000                 | 9,8 %           | Non connu.     | 3e                       | [ 71 ] |
| 3          | Vendredi 21 avril 2023 (21:05 - 23:20) | 1 911 000                 | 10,7 %          | Non connu.     | 3e                       | [ 72 ] |
| 4 (finale) | Vendredi 28 avril 2023 (21:05 - 23:20) | 2 011 000                 | 11,5 %          | Non connu.     | 3e                       | [ 73 ] |

| Émission   | Jour et horaire de diffusion           | Nombre de téléspectateurs | Part de marché  | Part de marché | Classement des audiences | Réf.   |
| Émission   | Jour et horaire de diffusion           | Nombre de téléspectateurs | (4 ans et plus) | (FRDA-50)      | Classement des audiences | Réf.   |
| ---------- | -------------------------------------- | ------------------------- | --------------- | -------------- | ------------------------ | ------ |
| 1          | Samedi 30 mars 2024 (21:05 - 23:20)    | 1 619 000                 | 9,8 %           | Non connu.     | 3e                       | [ 74 ] |
| 2          | Samedi 6 avril 2024 (21:05 - 23:20)    | 1 758 000                 | 10,5 %          | Non connu.     | 3e                       | [ 75 ] |
| 3 (finale) | Vendredi 21 avril 2023 (21:05 - 23:20) | 1 719 000                 | 10,9 %          | Non connu.     | 3e                       | [ 76 ] |

Légende :
- plus hauts scores d'audiences
- plus bas scores d'audiences

## Polémiques
Lors de la première émission de la deuxième édition, les maestros devaient chanter La Salsa du démon du Grand Orchestre du Splendid. Avant que leur prestation ne démarre, Nagui précise aux candidats, qu'ils doivent chanter les chœurs de la chanson, à savoir : « Horreur, malheur ». Cependant, cette règle fait exception, puisque habituellement, les chœurs, notés entre parenthèses, ne doivent pas forcément être chantés (ils ne retirent, ni n’ajoutent de point aux candidats). Cette modification a entraîné la défaite des deux équipes, qui n'ont pas chanté les chœurs. Certains internautes ont donc interpellé la production sur les réseaux sociaux, déclarant : « D'habitude les mots entre parenthèses ne sont pas éliminatoires. », ou encore « Le souci vient dans le fait que vous demandez au candidat de chanter juste un chœur sur le nouveau couplet. ». Une réponse leur a alors été apportée, via le compte Twitter de l'émission : « Nagui a précisé qu'il fallait chanter les choeurs. Nous le précisons quand c'est le cas », concluant par « Croyez-nous Nagui a tout à fait compris.... il valide un peu le règlement.... c'est le patron... On a tout précisé »,.